# Университет Уилфрида Лорье
Университет Уилфрида Лорье (обычно называемый WLU или просто Лорье) является государственным университетом в городе Уотерлу, Онтарио, Канада. Университет имеет второй кампус в Брантфорде и офисы в Китченере, Торонто и Чунцине, Китай. Он назван в честь сэра Уилфрида Лорье, седьмого премьер-министра Канады. По состоянию на осень 2016 года университет предлагает программы бакалавриата и магистратуры в различных областях, что включает почти 15 000 студентов, обучающихся на дневном отделении, более 900 аспирантов, обучающихся на дневном отделении, и почти 3000 студентов, обучающихся на условиях неполного рабочего дня.

## История
В 1910 году Лютеранский Синод учредил семинарию, которая открылась в 1911 году как Евангелическо-лютеранская теологическая семинария Восточной Канады. В 1914 году семинария впервые предложила нетеологические курсы под названием «Школа -колледж Ватерлоо». В 1924 году был основан Колледж искусств Ватерлоо. Колледж искусств Ватерлоо стал филиалом Университета Западного Онтарио («Вестерн») в 1925 году и вскоре начал предлагать программы по искусству. В 1960 году лютеранская церковь отказалась от спонсорства Колледжа Уотерлу, а семинария сменила название и стала называться Лютеранский университет Уотерлу. 1 ноября 1973 года название снова было изменено на Университет Уилфрида Лорье, когда соответствующий провинциальный закон был одобрен лейтенант-губернатором Онтарио Россом Макдональдом, который позднее служил канцлером Лорье. Семинария и богословские программы Лютеранского университета Ватерлоо продолжала предлагаться лютеранской семинарией Ватерлоо (ныне Университетский колледж Мартина Лютера).

### Расширение
Лорье открыл второй кампус в Брантфорде, Онтарио, в 1999 году, а в 2006 году факультет социальной работы Лайла С. Холлмана перешел из кампуса Ватерлоо в кампус в центре города Китченер. Кампус Брантфорд занимает ряд исторических зданий в центре города, которые были восстановлены для использования в университете. Они включают в себя бывшую библиотеку Карнеги, почтовое отделение Брантфорда 1880 года, особняк 1870 года и Театр Одеон 1950 года. Кампус Китченер расположен в историческом и полностью отремонтированном здании бывшей средней школы Святого Иеронима.

### Спор о свободе слова в 2017-18 годах
В ноябре 2017 года университет оказался предметом споров о свободе слова и академической свободе в связи с публичным осуждением ассистента преподавателя Линдси Шепард, которая использовала трехминутную запись дебатов с участием Джордана Питерсона о вынужденном использовании нейтральных по половому признаку местоимений на занятии по теории коммуникации. Случай был раскритикован несколькими газетами и национальными газетными обозревателями как пример подавления свободы слова в университетских городках. После публикации аудиозаписи встречи, из-за которой ассистентка подверглась осуждению со стороны университета, Президент университета Дебора Маклатчи и её научный руководитель профессор Натан Рамбуккана опубликовали письма с официальными извинениями. Независимое расследование показало, что ассистент не нарушала политику университета. Было также установлено, что последующее совещание, проведенное несколькими профессорами, которые ругали её за использование записи, было проведено с «значительным превышением полномочий». Питерсон и Шепард подали в суд на университет, а также на профессоров, которые были вовлечены.